# Argishti Ier
Argishti Ier est roi de l'Urartu de 786 à 764 av. J.-C. Il est le fils de Menua.

## Biographie
Dès les premières années de son règne, il mène une campagne vers l'ouest. Il veut s'emparer des principales routes commerciales contrôlées par les Assyriens et se procurer un accès à la Méditerranée. Dans le même temps, il lance une expédition vers le nord. Il occupe la haute vallée de l'Araxe, en Transcaucasie et y fonde des villes telles qu'Argishtihinili (Armavir) et Erebouni, en 782 av. J.-C., actuellement Erevan, la capitale de l'Arménie.
Il déporte en Transcaucasie les populations hittite et de Sophène qui auraient pu se révolter et lui reprendre le territoire qui lui assure l'accès à la Méditerranée. L'Urartu atteint alors son expansion territoriale maximale, alors que l'Assyrie connaît une période de régression politique.
Son fils lui succède sous le nom de Sarduri II.

L'Urartu sous le règne du roi Argishti Ier.